# Acetileno
El acetileno o etino es el alquino más sencillo. Es un gas, altamente inflamable, un poco más ligero que el aire e incoloro. Produce una de las temperaturas de llama adiabática más altas (3250 °C).
Fue descubierto por Edmund Davy en Inglaterra en 1836.

## Fugas de gas
Los escapes de un gas inflamable fuera de la estructura que lo contiene son peligrosos, pues ese gas podría producir una grave deflagración al entrar en contacto con una llama.

## Historia
En 1836, Edmund Davy —primo del famoso químico Humphry Davy—,  descubrió un gas que reconoció como «un nuevo carburo de hidrógeno». Fue un descubrimiento accidental al intentar aislar el metal potasio. Mediante el calentamiento de carbonato de potasio con carbono a muy altas temperaturas, se produce un residuo de lo que ahora se conoce como carburo de potasio, (K
4C), que reacciona con el agua para liberar el nuevo gas. (Una reacción similar entre el carburo de calcio y agua fue posteriormente ampliamente utilizada para la fabricación del acetileno.)
En el artículo que leyó en la British Association en Bristol, Davy anticipó el valor de acetileno como gas de alumbrado: «A partir de la brillantez con la que se quema el nuevo gas en contacto con la atmósfera este está, en opinión del autor, admirablemente adaptado para la luz artificial, si puede ser logrado a un precio barato».
Sin embargo, fue olvidado hasta que en 1860 Marcellin Berthelot lo redescubrió y le dio el nombre de «acetileno».

## Síntesis
En petroquímica se obtiene el acetileno por quenching (el enfriamiento rápido) de una llama de gas natural o de fracciones volátiles del petróleo con aceites de elevado punto de ebullición. El gas se utiliza directamente en planta como producto de partida en síntesis alternativa. Un proceso alternativo de síntesis, más apto para el laboratorio, es la reacción de agua con carburo de calcio {\displaystyle (CaC_{2})}; se forma hidróxido de calcio y acetileno, el gas formado en esta reacción a menudo tiene un olor característico a ajo debido a trazas de fosfano que se forman del fosfuro de calcio presente como impureza:
{\displaystyle CaC_{2}+2H_{2}O\rightarrow Ca(OH)_{2}+C_{2}H_{2}}

## Combustión
- Completa

{\displaystyle 2C_{2}H_{2}+5O_{2}\rightarrow 4CO_{2}+2H_{2}O}
- Incompleta

{\displaystyle 2C_{2}H_{2}+3O_{2}\rightarrow 4CO+2H_{2}O}
- Reducida

{\displaystyle 2C_{2}H_{2}+O_{2}\rightarrow 4C+2H_{2}O}

## Características
La descomposición del acetileno es una reacción exotérmica. Tiene un poder calorífico de 24 000 kcal/kg. Asimismo su síntesis suele necesitar elevadas temperaturas en alguna de sus etapas o el aporte de energía química de alguna otra manera.
El acetileno es un gas explosivo si su contenido en aire está comprendido entre 2 y 82 %. También explota si se comprime solo, sin disolver en otra sustancia, por lo que para almacenar se disuelve en acetona, un disolvente líquido que lo estabiliza.

## Usos

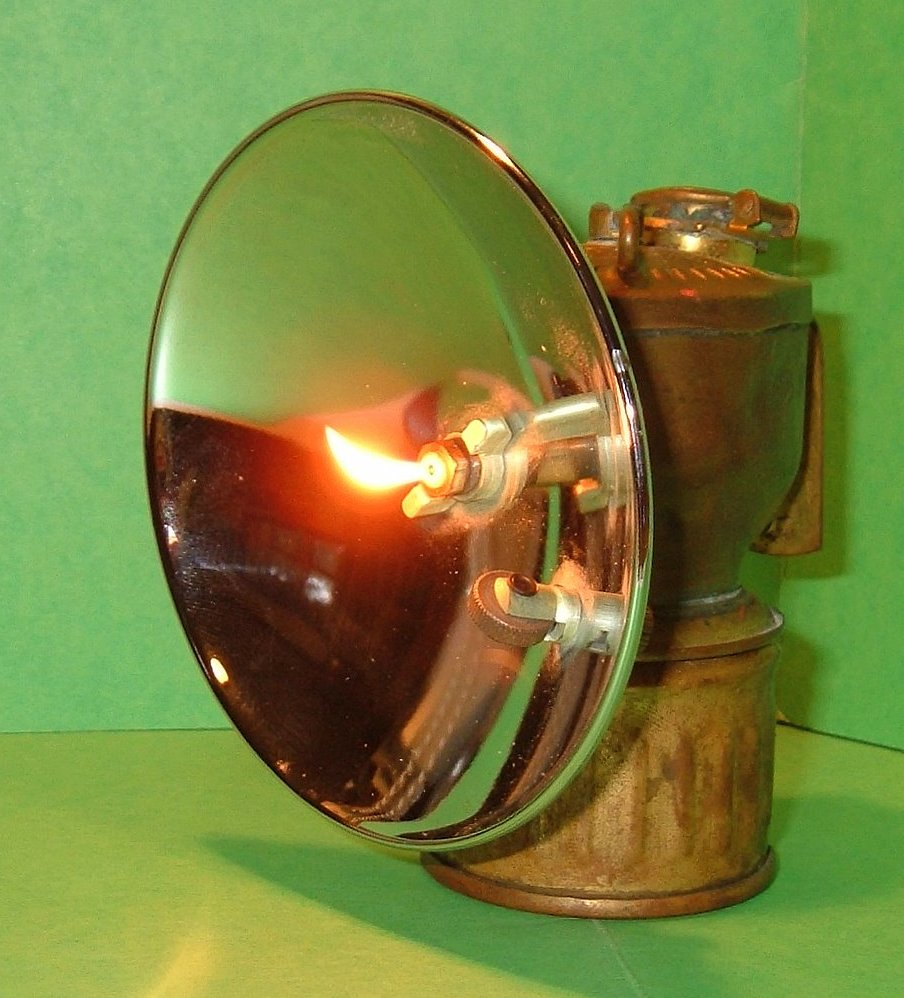
Lámpara de carburo de latón de Justrite.

### Primeros usos (sigloXX)
A principios del siglo XX, el acetileno tenía múltiples aplicaciones debido a la fijeza y claridad de su luz, su potencia calorífica, su facilidad de obtención y su bajo costo. Los aparatos generadores se habían también perfeccionado, siendo casi todos ellos del sistema en que el agua cae sobre el carburo, estando la caída de aquella graduada de tal modo por diversos juegos de válvulas, palancas y contrapesos que casi se llegó a evitar la sobreproducción de gas que tanto dañaba a los aparatos anteriores.
El acetileno se utilizaba en generadores, en lámparas de minería o en el soplete oxiacetilénico empleado en la soldadura autógena produciendo temperaturas de hasta 3000 °C, el alumbrado de proyectores para la marina y para cinematógrafos. Los automóviles llevaban también a principios del siglo en su mayoría faros con aparatos autogeneradores de acetileno. Se llegaron a construir diversos aparatos de salvamento como cinturones, chalecos, boyas, etc., en cuyo interior y en un depósito ad hoc llevaban una dosis de carburo de calcio dispuesto de tal suerte, que al ponerse el carburo en contacto con el agua se produjera el gas acetileno, dejando henchido convenientemente el aparato.

### En la actualidad
El acetileno se utiliza como fuente de iluminación y de calor.
En la vida diaria el acetileno es conocido como gas utilizado en equipos de soldadura debido a las elevadas temperaturas (hasta 3000 °C) que alcanzan las mezclas de acetileno y oxígeno en su combustión.
El acetileno es además un producto de partida importante en la industria química. Hasta la Segunda Guerra Mundial una buena parte de los procesos de síntesis se basaron en el acetileno. Hoy en día pierde cada vez más en importancia debido a los elevados costes energéticos de su generación.
Disolventes como el tricloroetileno, el tetracloroetano, productos de base como viniléteres y vinilésteres y algunos carbociclos (síntesis según Walter Reppe) se obtienen a partir del acetileno. También se utiliza en especial en la fabricación del cloroetileno (cloruro de vinilo) para plásticos, del etanal (acetaldehído) y de los neoprenos del caucho sintético.